# Рамстор
«Рамсто́р», «Ramstorе» — сеть продовольственных магазинов, принадлежащая турецкой компании Migros Türk. Действует в Северной Македонии. Ранее также работала в Казахстане, России, Болгарии, Кыргызстане и Азербайджане.
В Северной Македонии используется название «Ramstore».

## В Азербайджане
Первый Рамстор в Азербайджане открылся в 1996 году. В 2005 году 3 магазина Ramstore управлялись компанией Ramstore QTSC (79,75 % акций принадлежали Migros, 20,25 % частным лицам), оборот которой составлял 11,6 млн долларов. В конце 2010 года в Баку работало 4 магазина Рамстор. В феврале 2011 года Migros продала азербайджанскую сеть компании «Intersun Holding FZCO» за 14 250 000 долларов. Все магазины были переименованы в Bazarstore.

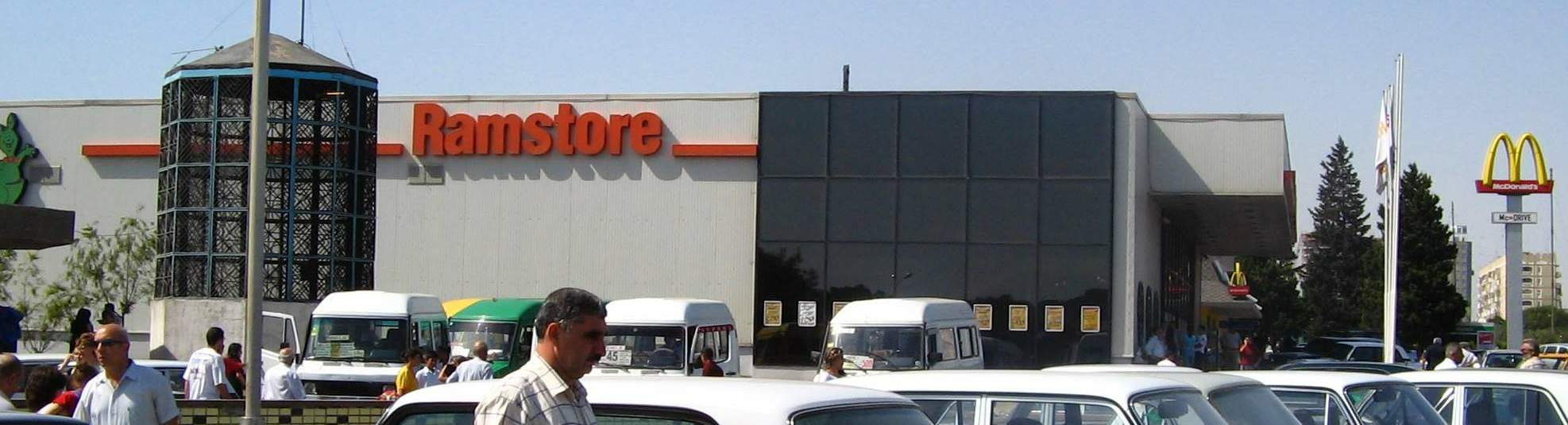
Один из супермаркетов в Баку. 2005 год

## В России

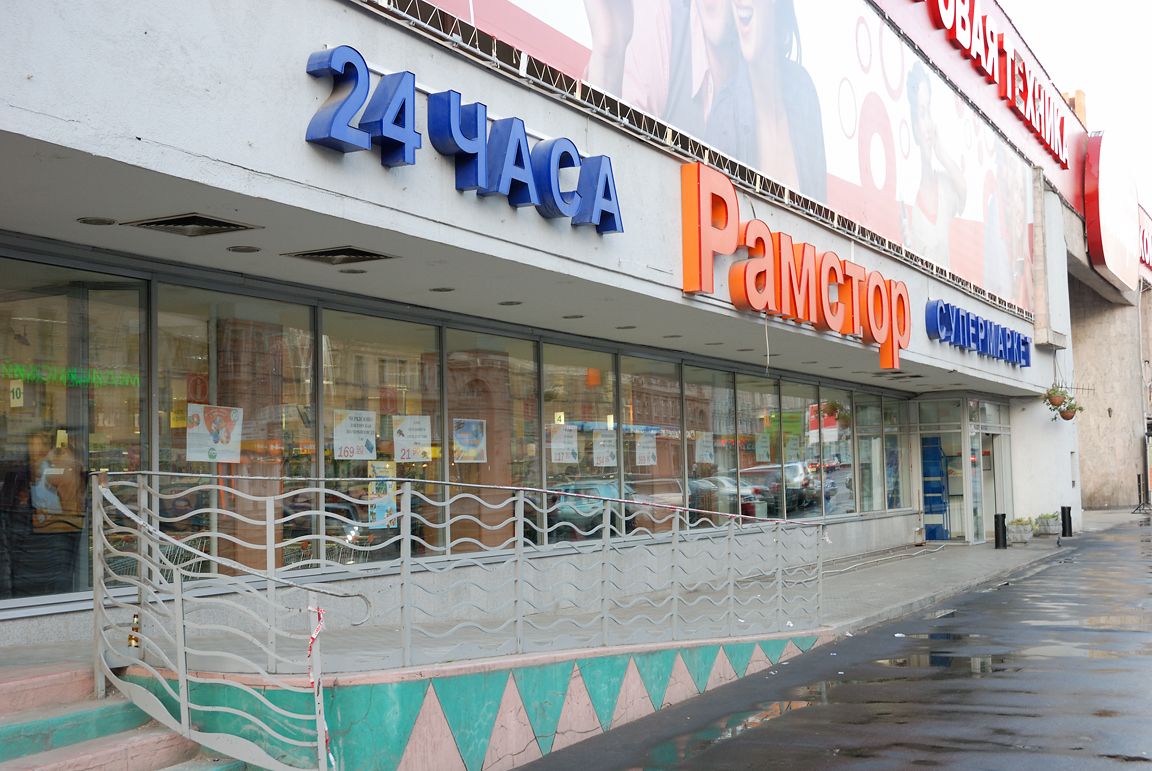
Вход в московский супермаркет «Рамстор» (улица Красная Пресня), 2007 год

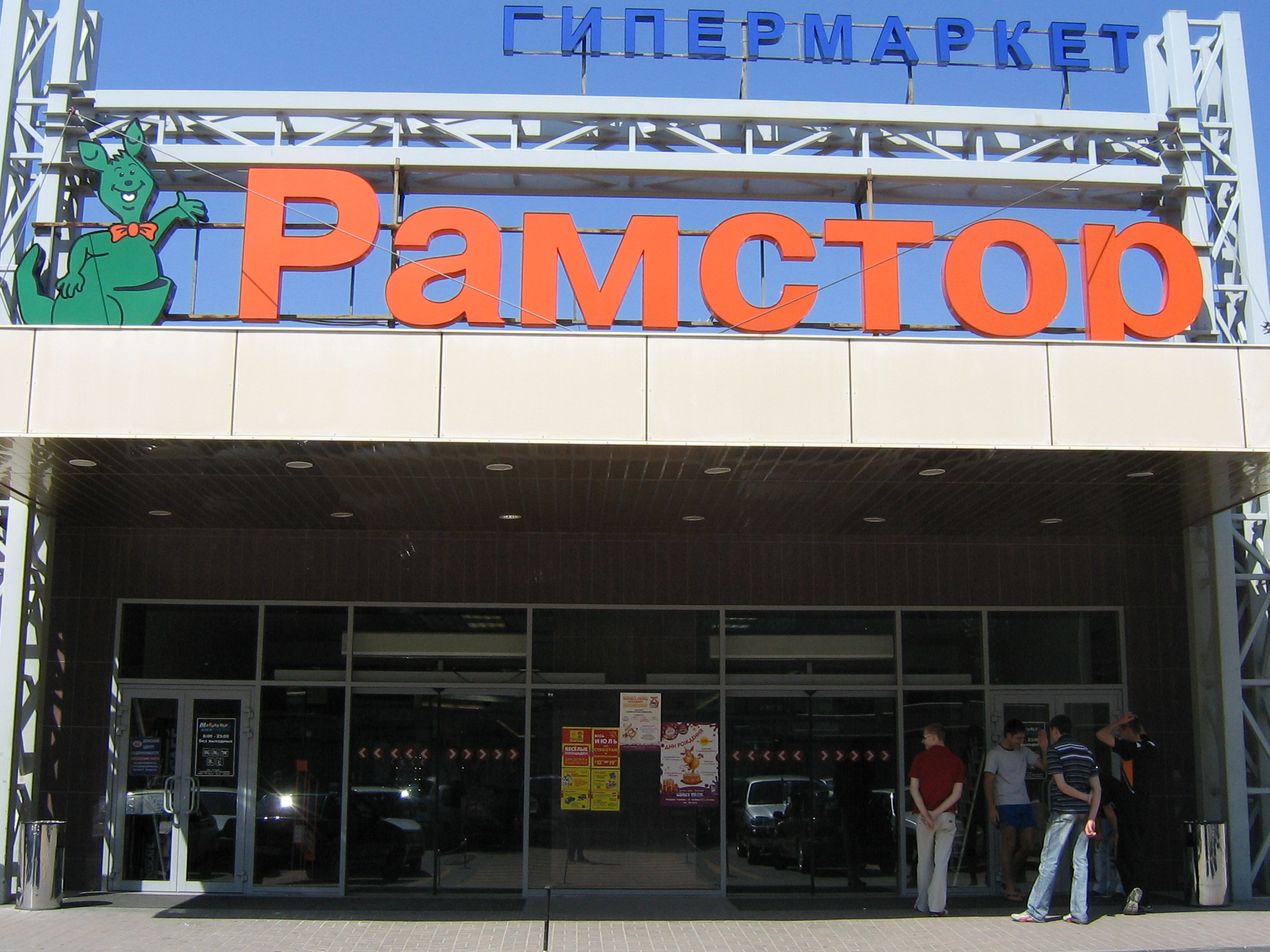
Гипермаркет «Рамстор» в Ростове-на-Дону, 2006 год

В России сеть супермаркетов «Рамстор» открылась в 1997 году. Компания «Рамэнка», управлявшая сетью, принадлежала в равных долях компаниям Migros и Enka.
Сеть «Рамстор» состояла из десяти торговых центров и 52 гипер- и супермаркетов в более чем 10 городах России (Москве, Московской области, Петербурге, Красноярске, Нижнем Новгороде, Волгограде, Казани, Екатеринбурге, Уфе, Саратове, Мурманске, Ростове-на-Дону, Вологде, Орехово-Зуево и др.)
Выручка компании «Рамэнка» в 2006 году составила $598,7 млн (в 2005 году — $479,4 млн), чистая прибыль — $27,42 млн.
В сентябре 2007 года Enka выкупила весь пакет акций у Migros за $542,5 млн.
Строительная компания Enka намеревалась продать продуктовую сеть, оставив за собой торговые центры как профильный бизнес, но покупателей на большую часть магазинов найти не удалось. Гипермаркеты были сданы в 10-летнюю аренду французской сети Auchan, супермаркеты в регионах закрыты по мере истечения договоров аренды, супермаркеты в Москве ребрендированы в Ситистор, а торговые центры в «Капитолий». В 2012 году сеть «Ситистор» была продана немецкой компании Rewe Group, являющейся оператором розничной сети Billa.

## В Казахстане

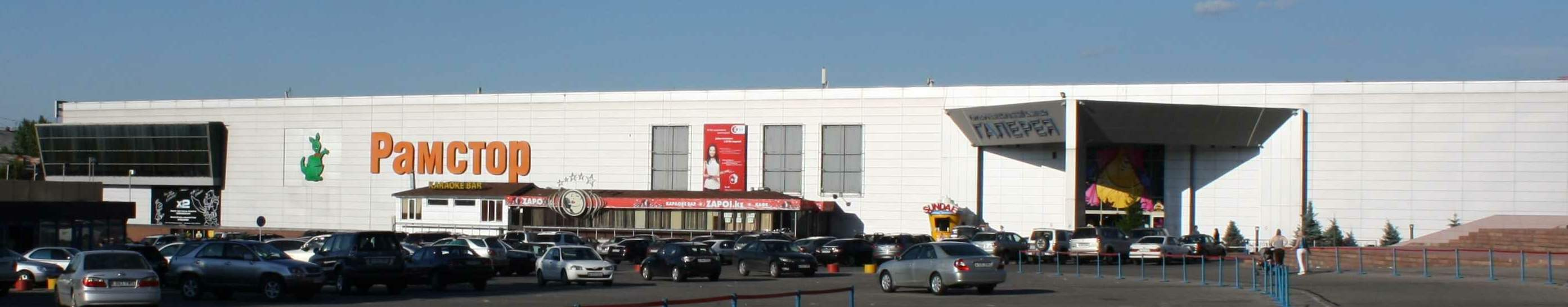
Один из супермаркетов в Алма-Ате. 2010 год

Товарищество с ограниченной ответственностью «Рамстор Казахстан» зарегистрировано в Республике Казахстан 29 июня 1998 года. Компания имеет дочернее предприятие, Рамстор-Кыргызстан, со 100-процентной долей участия, которое было образовано в Кыргызской Республике 1 июня 2006 года.
Компания начала свою торговую деятельность, открыв супермаркет «Рамстор-Самал» 14 мая 1999 года в Алма-Ате. В дальнейшем компания открыла ещё ряд торговых центров в Астане, Караганде, Бишкеке, Шымкенте. В 2011 году открыт дискаунтер в ТРК Спутник.
На середину 2011 года сеть состояла из 12 магазинов в Алма-Ате, 5 — в Астане, 2 — в Актау и по одному магазину в Караганде, Шымкенте, Уральске и Атырау. Торговая площадь супермаркетов составляла 32 418 квадратных метров, из которых 11 516 квадратных метров предназначены для сдачи в аренду другим торговым фирмам.
Сеть активно развивалась, в 2010 году было открыто 10 новых магазинов. В 2011 году для развития сети в Казахстане компания продала активы в Азербайджане.
До конца 2020 года компания «Рамстор» в Казахстане закрыла все свои магазины.

## В Болгарии
Ramstore Bulgaria AD, целиком принадлежащая Migros, в 2005 году владела 5 магазинами в Болгарии с общим оборотом 16,4 млн долл.

## В Северной Македонии
Торговый центр Ramstore Mall открылся в Скопье 11 июня 2005 года.

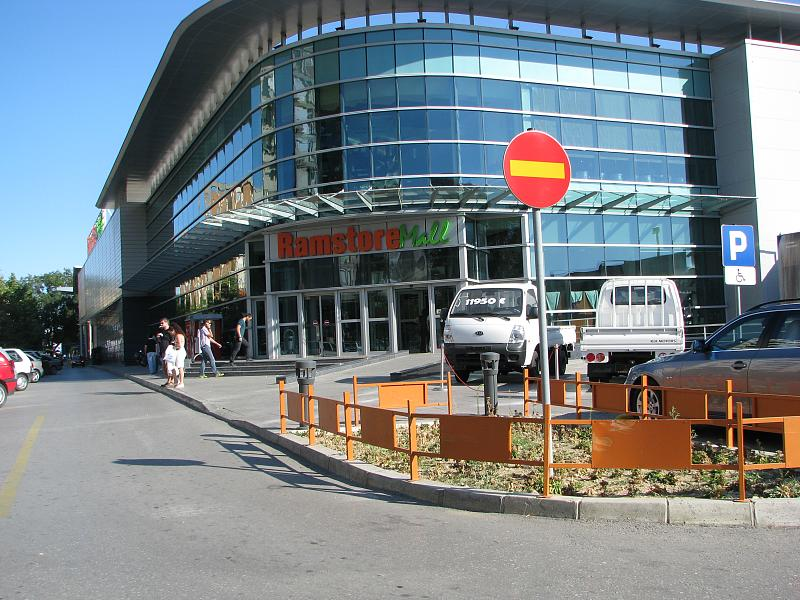
Торговый центр Ramstore Mall, 2008 год
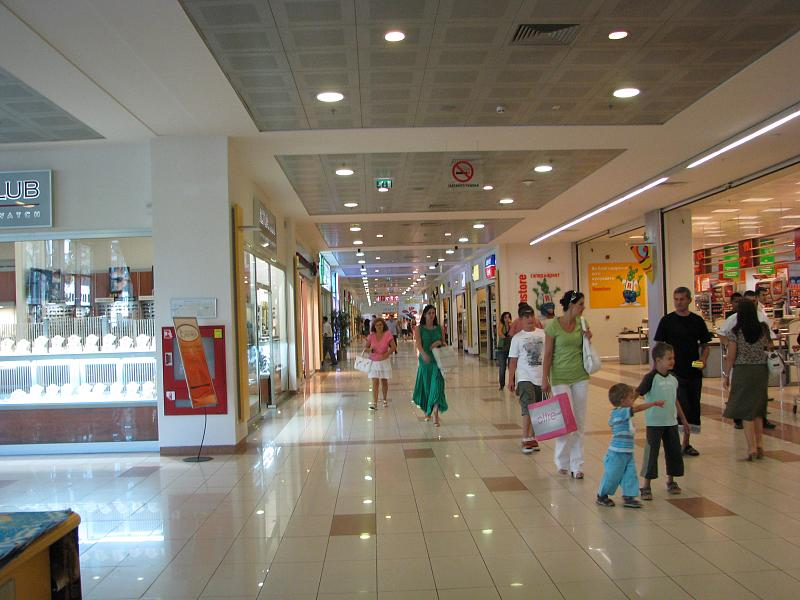
В торговом центре

## В Кыргызстане
Гипермаркет «Рамстор» работал в Бишкеке с 4 августа 2006 года до 2009 года.

## В культуре
«Рамстор» упоминается в книге Вадима Панова «Командор войны».